# Christian Schreiber
Christian Schreiber (ur. 7 sierpnia 1980 r. w Langendorf) – niemiecki wioślarz, reprezentant Niemiec w wioślarskiej czwórce podwójnej podczas Letnich Igrzysk Olimpijskich w Pekinie.

## Osiągnięcia
- Mistrzostwa Świata – Lucerna 2001 – czwórka podwójna – 1. miejsce[1].
- Igrzyska Olimpijskie – Ateny 2004 – dwójka podwójna – 9. miejsce[1].
- Mistrzostwa Świata – Gifu 2005 – dwójka podwójna – 3. miejsce[1].
- Mistrzostwa Świata – Monachium 2007 – dwójka podwójna – 10. miejsce[1].
- Igrzyska Olimpijskie – Pekin 2008 – czwórka podwójna – 6. miejsce[1].